# Jean-Mathieu Pernin
Pour les articles homonymes, voir Pernin.
Jean-Mathieu Pernin est un journaliste et animateur de radio et de télévision français, né en 1977.

## Biographie

### Enfance et formation
Jean-Mathieu Pernin est diplômé d'une école de journalisme à Paris et il réalise un stage à Oüi FM en 1999.

### Radio
Il fait ses premiers pas à la radio lors d'un stage chez Ado FM, une radio associative Parisienne, à la fin du lycée.
Il intègre ensuite Oüi FM lors d'un stage au cours de ses études de journalisme. Il devient petit à petit animateur régulier dans l'émission Le Monde de Monsieur Fred, en compagnie de Frédéric Martin et Daniel Morin. Il interprète le personnage de Léon-Tom Cruise de 1999 à 2003. Il participe également à l'écriture de sketchs, ainsi qu'à plusieurs scènes au Réservoir, au Trabendo et à la Cigale.
Il continue sa carrière comme chroniqueur dans Le Fou du roi sur France Inter entre 2008 et 2011, puis devient chroniqueur culturel sur France Info durant l'été 2008.
À partir de la rentrée 2008, il anime la chronique culturelle Tête d'affiche sur France Info, puis anime sur cette même radio la chronique La face B de l'info entre 2011 et 2014.
Entre 2010 et 2011, il réalise une interview quotidienne d'une personnalité politique ou issue de la société civile dans l'émission L'invité de France Info.
Il anime l'émission Les Informés entre 2014 et 2018 simultanément sur les antennes radio et télévision de France Info, puis anime la chronique Vous en parlerez aujourd'hui dans la matinale de France Info.
De 2019 à 2021, il anime La Minute verte dans la pré-matinale de Julien Sellier et la chronique Fact checking dans la matinale d’Yves Calvi sur RTL.
Durant les étés 2022, 2023 et 2024, il anime Le Débat de Midi sur France Inter.

### Télévision
Jean-Mathieu Pernin démarre à la télévision comme chroniqueur dans l'émission On aura tout vu sur Direct 8 en 2007 : il y présente une revue de presse.
Par la suite, il est chroniqueur à partir de 2014 de l'émission 28 minutes sur Arte. Il est animateur de cette même émission en remplacement d'Elisabeth Quin, pendant les étés 2019 à 2023 en alternance avec Benjamin Sportouch et Renaud Dély.
Durant l'été 2021, il anime la tranche 17h-20h sur LCI le week-end.
À partir du 11 avril 2023, il anime le « 19-21 », nouveau rendez-vous d’information sur Arte chaque soir de la semaine entre 19 heures et 21 heures.
En juillet et août 2023, il présente la tranche 10h-12h sur LCI le week-end.